# Marvin Torvic
Marvin Torvic, né le 5 janvier 1988 à Sinnamary, est un footballeur français international guyanais. Il évolue au poste de défenseur central ou de milieu défensif avec le TSV 1860 Rosenheim en Bayernliga.

## Biographie
Torvic étudie aux États-Unis d'abord dans le secondaire avec la Aiken High School à Cincinnati puis au Newberry College en Caroline-du-Sud. Pendant ce temps là il joue dans le championnat universitaire de 2e division de la NCAA.
En juillet 2010, il réalise un essai avec la réserve du FC Lorient.
Le 8 février 2013 Torvic s'engage avec le club finlandais des PS Kemi Kings.
En janvier 2014, il participe au camp d'entrainement du Derry City FC en Irlande.
En juin 2014, il s'engage avec le FC Nuremberg pour jouer avec la réserve en 4e division allemande.
Le 2 septembre 2014, Torvic signe un contrat de 2 ans avec le TSV 1860 Rosenheim.
Au terme de son contrat, il retourne en Guyane à l'US Matoury. À l'automne, il rejoint la SSD Città di Campobasso.
Il revient ensuite en Guyane et passera par l'AS Etoile de Matoury et le Geldar de Kourou.
Remplaçant, il n'entre pas en match et rejoint sa sélection de l'équipe de Guyane de football, afin de préparer la Gold Cup 2017 et la Coupe des Caraïbes 2017.